# Прибор оценки проходимости — Фобос
ПрОП-ФП — автоматическая самоходная мини-станция для исследования Фобоса, своеобразный робот-попрыгунчик массой 43 кг. Он был спроектирован, изготовлен, отправлен в полёт к Фобосу в составе станции  Фобос-2, и должен был быть сброшен с неё на Фобос 5 апреля 1989 года. 18 февраля 1989 года станция вышла на орбиту Марса и 25 марта приблизилась к нему на 191 км, но 27 марта контакт со станцией был потерян. Дальнейшая её судьба неизвестна. Испытательный макет станции находится в музее НПО им. Лавочкина.

## Манера движения
ПрОП-ФП имел форму шара, и был утыкан ножками — пружинами. После сброса на Фобос он должен был долго прыгать по поверхности. Когда останавливался, брал пробу грунта. Потом снова отталкивался и скакал дальше. Таким образом он мог исследовать грунт Фобоса в нескольких местах.